# 장철문
장철문(張喆文, 1966년 ~ )은 대한민국의 시인이자 아동문학가이다.

## 생애
1966년 전라북도 장수에서 태어나 연세대학교 국문학과와 동 대학원을 졸업하였다. 1994년 《창작과비평》 겨울호에 〈마른 풀잎의 노래〉 외 6편의 시를 발표하면서 등단했다. 현재 순천대학교 문예창작학과 교수로 재직 중이다. 2016년에 시집《비유의 바깥》으로 제18회 백석문학상을 받았다.

## 저서

### 시집
- 《바람의 서쪽》(창작과비평사, 1998)
- 《산벚나무의 저녁》(창작과비평사, 2003)
- 《무릎 위의 자작나무》(창비, 2008) ISBN 978-89-364-2290-5
- 《비유의 바깥》(문학동네, 2016)

### 동화
- 《노루 삼촌》(창작과비평사, 2002)
- 《나쁜녀석》(어린이중앙, 2003)
- 《흰 쥐 이야기》(비룡소, 2006)
- 《진리의 꽃다발 법구경》(아이세움, 2006)
- 《최고운전》(창비, 2006)
- 《최척전》(창비, 2008)